# Венгожино (гмина)
Венгожино (пол. Węgorzyno) — гмина (уезд) в Польше, входит как административная единица в Лобезский повет, Западно-Поморское воеводство. Население — 7154 человека (на 2013 год).

## Перечень местности в гмине
Солэцтва:
Бжезьняк, Хварстно, Цешино, Красьник Лобэский, Лесенцин, Мельно, Мешево, Пжитонь, Руново, Сарникеж, Сельско, Старое Вэнгожинко, Тжебаве, Вевецко, Винники, Звежинэк.
Другие местности: Бжезьница, Длуско, Гардно, Гинава, Госьцислав, Конколевице, Лесенцинэк, Лобзув, Маленькое Вэнгожинко, Новое Вэнгожинко, Пильхувко, Подлипце, Полхово, Роговица, Руново Поморское, Сулице